# Clathria robusta
Clathria robusta är en svampdjursart som först beskrevs av Arthur Dendy 1922.  Clathria robusta ingår i släktet Clathria och familjen Microcionidae. Inga underarter finns listade i Catalogue of Life.